# Okręg wyborczy Glasgow Kelvingrove
Okręg wyborczy Glasgow Kelvingrove powstał w 1918 r. i wysyłał do brytyjskiej Izby Gmin jednego deputowanego. Okręg położony był w mieście Glasgow. Został zlikwidowany w 1983 r.

## Deputowani do brytyjskiej Izby Gmin z okręgu Glasgow Kelvingrove
- 1918–1922: John MacLeod, Partia Konserwatywna
- 1922–1924: William Hutchison, Partia Konserwatywna
- 1924–1945: Walter Elliot, Partia Konserwatywna
- 1945–1950: John Lloyd Williams, Partia Pracy
- 1950–1958: Walter Elliot, Partia Konserwatywna
- 1958–1959: Mary McAlister, Partia Pracy
- 1959–1964: Frank Lilley, Partia Konserwatywna
- 1964–1974: Maurice Miller, Partia Pracy
- 1974–1983: Neil Carmichael, Partia Pracy